# Sportivnaja (metropolitana di Mosca)
Sportivnaja (in russo Спорти́вная?) è una stazione della Metropolitana di Mosca, posta sulla Linea Sokol'ničeskaja. È stata inaugurata nel 1957 e prende il nome dal complesso sportivo Luzhniki.
Gli architetti furono Nadezhda Bykova, I.G. Gokhar-Kharmandaryan, Ivan Taranov, e B.A. Cherepanov. Sportivnaja presenta piloni in marmo bianco con venature verdi e un soffitto di eternit. I due piani superiori dell'ingresso sono la sede del Museo della Metropolitana di Mosca, che mostra 70 anni di ricordi della metropolitana moscovita.
A poca distanza dalla stazione si trova la fermata di Lužniki, posta lungo l'anello centrale di Mosca.